# Romsey
Romsey è una cittadina britannica della contea dell'Hampshire, nel Sud Est dell'Inghilterra.
È situata a 13 chilometri a nord-ovest di Southampton e a 18 chilometri a sud-ovest di Winchester. Circa 15 000 abitanti vi abitano su una superficie di circa 4,93 km².
Si affaccia sulla riva del fiume Test, ed è nota per la pesca con la mosca della trota. È uno dei principali paesi del distretto della valle del fiume Test. Una grande abbazia normanna domina il centro della cittadina.
Tra le personalità che Romsey ospitò vi furono Lord Louis Mountbatten, primo ministro britannico nel XIX secolo, Lord Henry John Temple, e il filosofo ed economista del XVII secolo William Petty.
L'attuale parlamentare del paese è Sandra Gidley dei liberal-democratici eletta nel 2000 dopo che il suo predecessore Michael Colvin dei conservatori fu trovato morto assieme alla moglie a seguito di un incendio domestico. Alle elezioni generali del 2005 la sua maggioranza fu ridotta a 125 voti, perché fu presa di mira dai sostenitori della caccia alla volpe. Dal 2006 è ministro ombra della sanità.

## Storia

### Le origini
Si pensa che il nome Romsey derivi dal termine Rum's Eg. Rum è probabilmente una forma abbreviata di un nome simile a Rumwald, che significa leader di successo. L'abbazia di Romsey fu fondata dai benedettini nel 907. Guidati da Enthelaflaeda, la figlia di Edoardo il Giovane, figlio di Alfredo il Grande fondarono una comunità nel punto in cui successivamente si svilupperà il piccolo villaggio originario.
Il convento fu rifondato nel 960 da re Edgard sotto la regola di Santa Enthelaflaeda. Tra gli atti legati al culto si ricordano il canto di salmi stando nudi immersi nelle gelide acque del fiume Test. Il villaggio si sviluppò attorno alla comunità religiosa.

### Il Medioevo
I Vichinghi saccheggiarono Romsey nel 993, bruciando la chiesa. Il villaggio si riprese e la chiesa fu ricostruita intorno all'anno 1000 in pietra. La comunità religiosa fiorì, come centro di apprendimento, specialmente per i figli nobili. Un mercato fu stabilito fuori dalle porte della chiesa.
I Normanni costruirono l'attuale imponente chiesa che domina la città tra il 1120 ed il 1140 sul sito dell'originale chiesa sassone. Dal 1240 100 monaci vissero nel monastero. Re Enrico I garantì a Romsey i suoi primi privilegi. Questi le consentirono di tenere un mercato ogni domenica ed una fiera della durata di quattro giorni nel mese di maggio. Nel tredicesimo secolo Enrico III consentì di tenere un'ulteriore fiera nel mese di ottobre.
La redditizia produzione della lana garantì lo sviluppo della cittadina e la prosperità nel corso del medioevo. La lana dopo essere stata sottoposta a tutte le fasi della lavorazioni nella cittadina venità trasportata a Southampton per essere venduta ed esportata.
La città continuò a crescere sino alla pestilenza del 1348-1349. La peste uccise la metà degli abitanti di Romsey, il numero di monaci si ridusse a diciannove e la prosperità non ritorno più per lungo tempo nell'area.

### L'età moderna
Enrico VIII soppresse definitivamente i monasteri nel 1539 e molte costruzioni religiose furono distrutte in questo periodo. L'abbazia fu salvata dalla demolizione perché parte della parrocchia cittadina. Nel 1544 la città l'acquistò per 100 sterline. La chiesa dedicata a san Lorenzo, che salvò l'abbazia, fu successivamente demolita.
Alla metà del XVI secolo la popolazione di Romsey era di circa 1 500 abitanti e i suoi cotonifici e colorifici crescevano giorno dopo giorno. Il 6 aprile 1607 re Giacomo I fece diventare il paese un borgo. Ciò diede il riconoscimento formale alle autorità amministrative locali che governavano il territorio sin dalla chiusura del monastero nel 1539.
Romsey era guidata da un sindaco, sei consiglieri e dodici capi borgo. Essi disponevano di un ufficio di cancelleria per il lavoro d'ufficio. Inoltre c'era un tribunale locale con un giudice e due vigilanti. Di tutte, la più prestigiosa era la carica di alto assistente, il primo dei quali fu il conte di Southampton.
Romsey passò più volte di mano nel corso della guerra civile inglese. Le truppe di entrambe la fazioni occuparono e saccheggiarono a turno la città. Le truppe realiste controllarono il borgo sino al gennaio 1645.

### L'età contemporanea

#### Il XVIII secolo
La manifattura del cotone sopravvisse sino al XVIII secolo, ma dovette poi cedere alla competitività del nord dell'Inghilterra.
Ma le nuove imprese a crescita rapida presto colmarono la lacuna con quelle della birra, con l'industria della carta e quella del sackmaking, facendo affidamento sulle acque abbondanti del fiume Test.
Dal 1794 un canale collega Romsey a Redbridge - alla foce del fiume Test - e ad Andover.

#### Il XIX secolo
L'industria ha continuato a crescere. Romsey era una città abbastanza grande per i primi anni del XIX secolo: conta 4 274 abitanti nel 1801, rispetto ai 8 000 di Southampton.
Ma l'espansione nel frattempo è rallentata, nonostante la linea ferroviaria arrivi nel 1847. Nel 1851 la popolazione di Romsey era di 5 654 abitanti e mezzo secolo dopo era cresciuta di poco, 5 597 nel censimento del 1901.
Lord Palmerston, il primo ministro britannico, è nato e vissuto nei Broadlands, una tenuta di campagna alla periferia della città. La sua statua si trova nella piazza del mercato al di fuori del municipio.
La famiglia Willis Fleming del North Stoneham erano grandi proprietari terrieri a Romsey dal XVII fino agli inizi del XX secolo, e furono signori dei manieri di Romsey Infra e Romsey Extra.

#### Il XX secolo
Romsey era famoso per la costruzione di barche pieghevoli nel corso del XIX e l'inizio del XX secolo, tale metodo fu inventato dal reverendo Edward Lyon Berthon nel 1851. Il Cantiere Berthon in Romsey produsse barche dal 1870 fino al 1917. Molte delle barche prodotte sono state usate come scialuppe di salvataggio dalle grandi navi oceaniche, compreso il Titanic.
I Broadlands divennero più tardi divenne la casa di Lord Mountbatten di Birmania, conosciuto localmente come "Lord Louis". Fu sepolto in Romsey Abbey dopo essere stato ucciso in un attentato da una bomba dell'IRA in Irlanda il 27 agosto 1979. Nel 1947, Mountbatten è stata data la sua contea ed ha aggiunto al nome il titolo minore "Barone Romsey, di Romsey nella Contea di Southampton".
Dopo la morte di Lord Mountbatten di Birmania, i suoi titoli passarono alla figlia maggiore, Lady Brabourne, che divenne così Lady Mountbatten. Il figlio maggiore è stato designato con il titolo di cortesia "Signore Romsey" fino al momento in cui ha ereditato il titolo di Lord Brabourne nel 2005.
Il principe Carlo e la principessa Diana di Galles hanno trascorso la loro prima notte di nozze e l'inizio della loro luna di miele ai Broadlands.

#### Il XXI secolo
Nel corso del 2007 Romsey ha celebrato il 400º anniversario della concessione della Carta da parte di re Giacomo I, con un programma di eventi da marzo a settembre, compresa una visita in data 8 giugno della Regina e del Duca di Edimburgo.

## Monumenti e luoghi d'interesse

### Architetture religiose

#### Abbazia di Romsey
L'abbazia di Romsey è un'abbazia normanna, costruita dall'ordine benedettino, sede della comunità di nunzi benedettini. L'abbazia è aperta giornalmente ai visitatori in quanto sede della parrocchia anglicana di Romsey.

#### Abbazia di Mottisfont
Un'abbazia di proprietà del National Trust con una collezione di rose rinomata a livello nazionale.

### Architetture civili

#### Residenza di re Giovanni
La residenza di re Giovanni e il cottage dei Tudor fu usato dal re Giovanni come residenza di caccia nella vicina New Forest. Tuttavia, la costruzione è di origine più antica. Essa contiene un numero elevato di strumenti e arredi antichi ed inusuali, tra i quali sono incluse decorazioni medioevali e graffiti così come un pavimento realizzato con le ossa degli animali cacciati.

#### Mulino Sadler
Il mulino Sadler è il più conosciuto dei mulini ad acqua rimasti luno il corso del fiume test, citato per la prima volta nel sedicesimo secolo. Passato di proprietà numerose volte, nel 2003 fu venduto ad Anthony e Sarah Sigley, sistemarono l'edificio che giaceva in stato di abbandono da anni. Furono anche scoperte precedenti fondamenta; la datazione tramite carbonio-14 le fa risalire al 1650.

### Altre

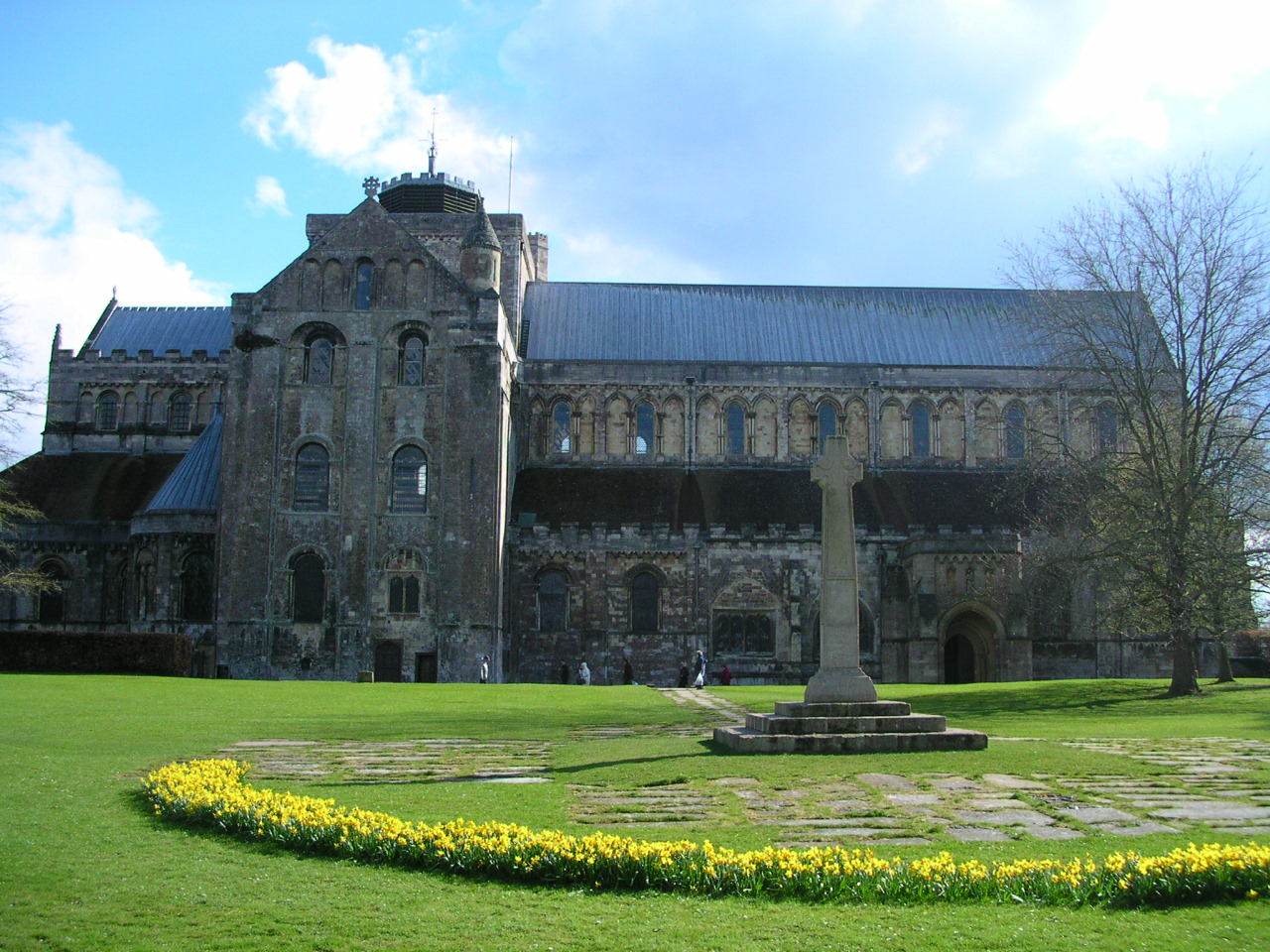
La chiesa di Romsey ed il monumento ai caduti

Tra gli altri luoghi di interesse della cittadina abbiamo:
- la tipica residenza di campagna inglese dei Broadlands;
- i giardini Hiliers;
- il parco di Paultson, parco a tema per bambini;
- le rapide di Romsey, una piscina con palestra.

## Società

### Eventi
Tra i principali eventi abbiamo:
- il picnic del sindaco che si svolge il nella prima metà dell'estate nel Romsey memorial park. Con musica suonata dalle scuole locali, la corsa delle anatre lungo il fiume Test.
- La Fiera degli elemosinanti si tiene nelle strade e nei pub di Romsey durante il secondo sabato di luglio. È una festività creativa durante la quale si suonano e ballano differenti tipi di musica, e si tengono altre attività ricreative.
- Il Carnevale di Romsey ha luogo durante una settimana di luglio quando comincia la parata attraverso le strade di Romsey nel pomeriggio della domenica.
- Il Romsey Show è un'esposizione agricola che ha luogo ogni settembre ai Broadlands. Inoltre, i Broadlands hanno ospitato due volte la Fiera del Gioco CLA, la più grande esposizione agricola nel mondo. L'ultima che si è svolta qui risale al luglio 2006.
- Il Carnevale invernale ha luogo ogni anno appena le luci di natale si accendono. Poco dopo, durante un venerdì sera, per la delizia dei bambini del luogo, Babbo Natale appare sui tetti, assistito dai pompieri per l'occasione. Questa manifestazione segna l'inizio dell'apertura notturna dei negozi del centro storico in occasione del Natale.
- Il Festival d'arte di Romsey si svolge ogni 3 anni, mettendo in risalto i talenti locali. Il prossimo si svolgerà nel 2011.
- Dal 21 marzo al 30 settembre 2007 si è tenuta un'importante celebrazione cittadina.

## Cultura

### Scuole pubbliche
Primarie:
- La Braishfield
- La Cupernham dell'infanzia
- La Cupernham dell'infanzia
- La Halterworth
- La Romsey
- La Romsey Abbey C of E Archiviato il 12 gennaio 2010 in Internet Archive.

Secondarie:
- La Mountbatten School e Language College
- La Romsey

### Scuole private
Primarie:
- La Stroud
- L'Hampshire Collegiate Junior

Secondarie:
- L'Hampshire Collegiate Senior
- La Stanbridge Earls

## Economia
Oggi Romsey è in buone condizioni economiche. Benché non vi è significativo pendolarismo fuori dal comune a scopo lavorativo, in particolare per Southampton e Winchester, e anche, in misura minore, a Londra, Romsey non è certamente una città dormitorio.
L'industria pesante ha da tempo lasciato la città, l'economia locale è incentrata maggiormente sui servizi e sull'industria manifatturiera. Tre dei principali imprese scientifico e di alta tecnologia presenti nel Regno Unito, la Roke Manor Research, la Southampton Science Park e l'IBM, hanno stabilimenti di grandi dimensioni nella campagna vicina.
Il centro della città, recentemente restaurato, contiene un supermercato Waitrose, un piccolo negozio di dipartimento, e oltre 100 negozi di vendita al dettaglio, tra cui due catene di High Street e negozi indipendenti.

## Amministrazione

### Gemellaggi
- Battenberg[5]
- Paimpol[5]
- Treviglio[6][Chiarire, la fonte non funziona.]